# Форест-Гров (Орегон)
Форест-Гров — город в округе Вашингтон (штат Орегон), расположенный в 40 км к западу от Портленда. Первоначально это был небольшой фермерский городок, в настоящее время является спальным пригородом Портленда. 
Тихоокеанский университет является самым важным зданием города на протяжении всей его истории. Старый Колледж-Холл на территории кампуса внесен в Национальный реестр исторических мест наряду с другими зданиями в городе.

## История
До 1840-х годов, когда евро-американцы заселили этот район, группа из индейского племени Калапуйя жила на равнине Туалатин в том месте, где сейчас находится лесная роща. В 1841 году Элвин Т. и Эбигейл Смит первыми, кто использовал орегонский путь и поселились на Западной Туалатинской равнине. Они перезимовали вместе с Генри Хармоном Сполдингом и осенью прибыли в то место, где сейчас находится Форест-Гроув. Намерение стать миссионерами не увенчалось успехом, так как большинство туземцев погибло от европейских болезней. Смит служил первым почтмейстером общины, начиная с 1 февраля 1850 года, и его бревенчатая хижина служила почтовым отделением.
Согласно Орегонским географическим названиям, название Форест-Гроув было выбрано 10 января 1851 года на собрании попечителей Туалатинской Академии (позже известной как Тихоокеанский университет). Резидент и попечитель школы Дж. Куинн Торнтон предложил это название, которое он также использовал для названия своей усадьбы. Это название относилось к дубовой роще, которая все еще стоит на том месте, где сейчас находится кампус университета. Город был построен в 1850 году.
В 1860 году население достигло 430 человек, но в 1870 году оно сократилось до 396 человек. Форест-Гроув был инкорпорирован государством в 1872 году и стал первым городом в округе. В 1894 году в городе была создана пожарная часть. В 1900 году население города достигло почти 1300 человек.
В ноябре 1908 года Орегонская электрическая железная дорога начала обслуживать город, а в январе 1914 года конкурент Southern Pacific последовал ее примеру, открыв свою собственную линию, отдельную от Орегонской. Обе железные дороги обеспечивали грузовое и пассажирское обслуживание.
В городе находится 12 объектов недвижимости, индивидуально перечисленных в Национальном реестре исторических мест и два исторических района: исторический район Кларк с домами, датируемыми 1854 годом (и несколько десятков до 1900 года), и исторический район Пейнтерс-Вудс. К ним относятся дом Элвина Т. Смита, первая церковь Христа, ученый и старый Колледж-Холл.

## География
Форест-Гроув расположен на западной окраине столичного района Портленд и долины Уилламетт.
По данным Бюро переписи населения США, общая площадь города составляет 15,23 км², из которых 14,87 км² - это земля, а 0,36 км² - вода.
Одно из самых больших гигантских деревьев секвойи штата Орегон можно найти в Форест-Гроув.

### Климат
Этот регион переживает теплое, но не жаркое, и сухое лето, средняя месячная температура не превышает 22,0 °C. Согласно системе классификации климата Кёппена, Форест-Гроув имеет теплый летний средиземноморский климат.

## Демография

### Перепись 2010 года
По данным переписи населения 2010 года, в городе проживало 21 083 человека, 7 385 домашних хозяйств и 4 871 семья. Плотность населения составляла 1418,2 человека на км2. Здесь насчитывалось 7 845 единиц жилья со средней плотностью 527,7 на км2. Расовый состав города составлял 78,8% белых, 0,8% афроамериканцев, 1,1% коренных американцев, 2,6% азиатов, 0,3% жителей тихоокеанских островов, 12,5% представителей других рас и 3,9% представителей двух или более рас. Испаноязычные составляли 23,1% населения независимо от расы.
В стране насчитывалось 7 385 домашних хозяйств, из которых 37,4% имели детей в возрасте до 18 лет, 50,1% составляли совместно проживающие супружеские пары, 11,0% - женщины-домохозяйки без присутствия мужа, 4,9% - мужчины-домохозяйки без присутствия жены и 34,0% не имели семей. 27,0% всех домашних хозяйств состояли из отдельных лиц, а 12,7% - из одиноких людей в возрасте 65 лет и старше. Средний размер домохозяйства - 2,71 человека, а семьи - 3,31 человека.
Средний возраст жителей города составил 32,7 года. 26,6% жителей были моложе 18 лет; 13,3% - в возрасте от 18 до 24 лет; 25,6% - от 25 до 44 лет; 22,2% - от 45 до 64 лет; и 12,3% - в возрасте 65 лет и старше. Гендерный состав населения города составлял 48,0% мужчин и 52,0% женщин.

## Образование
Главной достопримечательностью Форест-Гроува является Тихоокеанский университет. Его здания включают в себя старый Rолледж-Холл и Марш-Холл.
Форест-Гроув, а также Корнелиус, Гейлс-крик и Дилли являются частью школьного округа Форест-Гроув.

## Города-побратимы
- Нюдзен, Тояма, Япония

## Фильмы
В 1990-е годы в Форест-Гроуве неоднократно проходили съемки телевизионного шоу "Человек из ниоткуда".
В 2015 году эпизод сериала "Библиотекари" был снят в Тихоокеанском университете и еще на двух площадках в Форест-Гроуве. В историческом лесном театре города состоялся бесплатный публичный показ этого эпизода, в то же время он транслировался по телевидению.